# René Grignon
Pour les articles homonymes, voir Grignon.
René Grignon, né en 1962 à Mont-Laurier, est un compositeur québécois.

## Biographie
René Grignon commence à pratiquer la guitare à sept ans avec celle que son père lui a donné avant son décès. Plusieurs années plus tard, il obtiendra un baccalauréat en musique à l'Université de Montréal et en arrangement à l'Université Concordia. Dans les années 1980, il entreprend la composition musicale dans un style électro-dance pour les chanteuses Suzy Q, Sonya Ball, Chantal Condor et Géraldine Cordeau. Puis il devient le compositeur résident de la maison de disques Downstairs. Sa chanson Computer music est un succès pour Suzy Q en Allemagne et au Mexique. Il est aussi membre du groupe musical new wave de Montréal Trans-X, fondé par le chanteur chanteur Pascal Languirand, et il compose avec celui-ci la chanson Eyes of desire, entre autres.

## Céline Dion, Eddy Marnay
Fasciné par Céline Dion, il écrit en 1986 la musique d'une ballade intitulée Stay et la soumet à René Angélil, gérant et mari de Céline Dion. Angélil et Dion décident de l'enregistrer, en anglais d'abord, puis en français sur un texte d'Eddy Marnay. La version anglaise est inédite, la version française s'intitule Fais ce que tu voudras. Elle est présente sur les albums Les Chansons en or (1986) et On ne change pas (2005). La chanson Fais ce que tu voudras devient également le premier clip francophone de Céline Dion. On le retrouve dans une compilation des clips de Céline Dion On ne change pas-DVD. Grignon se lie d'amitié avec le parolier de renom Eddy Marnay et les deux se rendent visite à plusieurs reprises en France et à Montréal.

## Mario Pelchat
En 1988, il fait la connaissance de Mario Pelchat, et emballé par sa voix, Grignon lui fait rencontrer Eddy Marnay et, ensemble, ils composent On s'aimera un jour. L'album s'intitule simplement Mario Pelchat 
est disque d'or en 1989. Grignon collabore par la suite avec plusieurs autres paroliers et interprètes, et s'équipe d'un studio d'enregistrement.

## Gilbert Montagné
En 2006, il travaille aux arrangements, à la programmation et à la réalisation de l'album Get ready de son ami le chanteur français Gilbert Montagné. Il arrange notamment la section des cordes composée de quatorze musiciens (dirigés par Philippe Dunnigan) ainsi que les partitions pour trois cuivres, en plus de jouer la basse, la guitare et le piano. Get ready est réalisé à distance, reliant plusieurs studios, à Paris et à Montréal. L'enregistrement de la voix de Montagné se fait à Paris, tandis que celui des musiciens et choristes est réalisé à Montréal.

## Gain de cause dans une poursuite pour violation de droits d'auteurs
Le 28 juin 1991, dans une cause qui fait jurisprudence au Canada, René Grignon remporte la victoire en Cour fédérale du Canada contre un autre compositeur, Jean-Alain Roussel, Communications Talbecor Inc., pour violation de droits d'auteurs (plagiat musical),. Le juge Pierre Denault donne raison à Grignon, représenté par Me Gabriel Lapointe, avocat à Montréal. Grignon avait fait témoigner cinq experts musicaux, soit Sylvain Lelièvre, Robert Léger, Serge Laporte Jacques Faubert et Frédéric Weber. Tous les droits musicaux de la chanson "Tous les juke-box", interprétée par Martine St-Clair ont donc été remis à Grignon sur ordre de la Cour, soit près de 7 000 $ environ au moment du jugement, et les droits subséquents. Il n'y a pas eu appel de ce jugement.

## Musiques de séries TV
De 1995 à 2015, René Grignon crée la musique de plus de 500 épisodes de séries télévisées et documentaires, ce qui l'amène à expérimenter presque tous les styles de musique.

### Discographie
- Computer music(Musica de computadora) Suzy Q- Étiquette : Trébol T1-70930 (paroles et musique : René Grignon) Produit par : Jerry Cucuzzella, J.C. Records - J.C. Productions (1985)
- Groupe Trans-X (Album "Living on video) "Eyes of desire" (Paroles-musique arrangement et production: Päscal Languirand et René Grignon Étiquette : Atco Records (division d'Atlantic Record Corp. ST-C-866016 (1986)
- Les Chansons en or Céline Dion - Fais ce que tu voudras (paroles Eddy Marnay Musique René Grignon) Étiquette : TBS TBSCD-507 Producteur, représentation exclusive : René Angélil (1986)
- Workshop Jane Diamond - Étiquette BGM (BGM 1002-A) (Gilles Desnoyers-René Grignon-Daniel Vail) Produit par The Fudge Team pour BGM (1986)
- Mario Pelchat Mario Pelchat- On s'aimera un jour (musiquRené Grignon paroles : Eddy Marnay) Étiquette : Les disques Audiogram, AD10-011 Productions Cogian (1988)
- Jean RavelJean Ravel- Je suis la mélodie (paroles : Marcel Lefebvre, musique : René Grignon)(1995)
- Mer et monde Étiquette Tandem ASIN : B0000542PC Tous les titres, paroles et musique : René Grignon (2000)
- On ne change pas Céline Dion- BMG, Sony, Colombia 82876726242 Fais ce que tu voudras (Paroles Eddy Marnay, Musique René Grignon) 2006
- Get ready Gilbert Montagné- Prod: Toucher Musique Étiquette : EMI Group France BEL/BIEM0946 3819652 (Réalisation et production musicale: J.-P. Isaac et René Grignon) 2006
- Entre vous et moi Martine St-Clair Musicor MUPSCD-6377 Chanson Tous les juke-box (Paroles Luc Plamondon Musique : René Grignon) 2009

### Répertoire de musiques pour la télévision
- La bande à Frankie (75 épisodes) Thème, musique d'ambiance et 75 chansons: René Grignon - Pixcom, Diffusion Radio-Canada)
- Biographies Québécoise (Thème, musique d'ambiance de 20 biographies: René Grignon) Comm. Claude Héroux, Diffusion TQS
- La loi du retour (2 saisons, 40 épisodes) Musique René Grignon/ Prod: Communications Claude Héroux, Diffusion Canal D
- Sortir de l'ombre Documentaire Équipe Spectra Musique René Grignon Équipe Spectra Diffusion TQS
- Finding a way out Documentaire Équipe Spectra Musique René Grignon Équipe Spectra Diffusion Global
- Mer et monde 2 saisons, 20 épisodes (Thème et musique d'ambiance): René Grignon Prod: Communications Claude Héroux
- La dépression chez les jeunes Thème et musique d'ambiance René Grignon L'Équipe Spectra Télé-Québec
- L'art d'être parent (3 saisons, 57 épisodes) Thème et musique d'ambiance : René Grignon Téléfiction Animatrice : Geneviève Rioux
- Spéciale Herby Thème et musique d'ambiance : René Grignon Téléfiction Animateur : Herby Moreau (2006-2007)
- Tout simplement Clodine Quotidienne 3 saisons (Thème et musique d'ambiance: René Grignon) TVA Animatrice : Clodine Desrochers (2006 à 2008)
- Nos restos chouchous Thème et musique d'ambiance: René Grignon Canal Évasion Animatrice : Francine Ruel (2007 à 2009)
- Le Moment de vérité (Saison 1-2-3) Thème et musique d'ambiance: René Grignon Producteur Zone3 Diffusion : Radio-Canada Animateur : Patrice L'Écuyer (2007 à 2010)
- Just for variety Musique originale : René Grignon Producteur : Juste pour rire Diffusion : USA, France, Australie (2008 à 2015)
- Miam !  Série jeunesse Musique originale : René Grignon Productions : Écho Média (2012 à 2015)